# Roupala sororopana
Roupala sororopana är en tvåhjärtbladig växtart som beskrevs av Julian Alfred Steyermark. Roupala sororopana ingår i släktet Roupala och familjen Proteaceae. Inga underarter finns listade i Catalogue of Life.